# Кузнецовка (Баганський район)
Кузнецовка (рос. Кузнецовка) — село у Баганському районі Новосибірської області Російської Федерації.
Входить до складу муніципального утворення Кузнецовська сільрада. Населення становить 541 особа (2010).

## Історія
Згідно із законом від 2 червня 2004 року органом місцевого самоврядування є Кузнецовська сільрада.

## Населення
| 2002 | 2007 | 2010 | 2016 | 2017 |
| ---- | ---- | ---- | ---- | ---- |
| 623  | ↘611 | ↘559 | ↘542 | ↘541 |